# Juan José Ocampo
Juan José Ocampo Zúniga (Juticalpa, Olancho, 17 de enero de 1992) es un futbolista hondureño. Juega como mediocampista y actualmente milita en el Juticalpa Fútbol Club de la Liga Nacional de Honduras.

## Trayectoria
Juan José Ocampo fue formado en las divisiones menores del Juticalpa Fútbol Club y en 2009 debutó profesionalmente, con el cuadro canechero logró ser campeón de la Liga de Ascenso de Honduras en dos ocasiones. 

### Honduras Progreso
En julio de 2014 se convirtió en jugador del Honduras Progreso de la Liga Nacional de Honduras, donde jugó su primer partido en primera división el 2 de agosto de 2014, en la victoria 2-0 contra Olimpia. Convirtió su primer el 15 de agosto de 2014, en la victoria 1-0 frente a Real Sociedad en El Progreso.

## Clubes
| Club              | País     | Año             |
| ----------------- | -------- | --------------- |
| Juticalpa F.C.    | Honduras | 2009 - 2014     |
| Honduras Progreso | Honduras | 2014 - 2015     |
| Juticalpa F.C.    | Honduras | 2015 - Presente |